# Serif Europe
La Serif (Europe) Ltd. è un'azienda informatica britannica specializzata nella produzione software per la grafica digitale.

## Descrizione
Fondata nel 1987 in Inghilterra e producente per tanti anni software per Windows per la grafica (tutti contraddistinti a livello commerciale dal suffisso "Plus"), col tempo la sua dirigenza si rese conto di aver creato una serie di software non integrati fra loro, disorganizzati e non in grado di competere con la concorrenza.

### Suite softwareAffinity(2014 - oggi)
Con gli anni '10 l'azienda decise così di sfruttare tutte le nuove tecnologie hardware e software introdotte nel frattempo nel campo dell'informatica: nel 2014 viene lanciata la nuova suite Affinity, all'inizio composta da un unico prodotto, Affinity Designer, un software per l'elaborazione di grafica vettoriale e immagini. Sin da subito si decide di rendere il software multipiattaforma, includendo anche l'iPad.
A differenza di tutti i prodotti precedenti, il nuovo software viene sin da subito apprezzato sia dal giornalismo specializzato del settore che dal pubblico, venendo messo addirittura in diretta competizione con Adobe Illustrator.
Sulla scia del successo di Designer, viene lanciato un nuovo software l'anno successivo, Affinity Photo, un software per il fotoritocco simile ad Adobe Photoshop e, nel 2019, Affinity Publisher, un software per il desktop publishing che tenta di competere con Adobe InDesign.
Nel 2022 viene rilasciata una nuova versione maggiore di questi tre software, Affinity 2, che apporta migliore sotto vari punti di vista. Le nuove versioni, per il fatto di richiedere un nuovo acquisto completo anche per i possessori della prima versione, ha suscitato delle critiche.
Al 2023, l'azienda asserisce che i suoi software siano stati acquistati da oltre 3 milioni di utenti.
Nel marzo 2024 i CEO di Canva e Serif annunciano l'acquisizione da parte di Canva dei software della gamma Affinity.